# Lazare Bruandet
Lazare Bruandet, né à Paris le 3 juillet 1755 et mort dans la même ville le 26 mars 1804, est un peintre et graveur français.

## Biographie

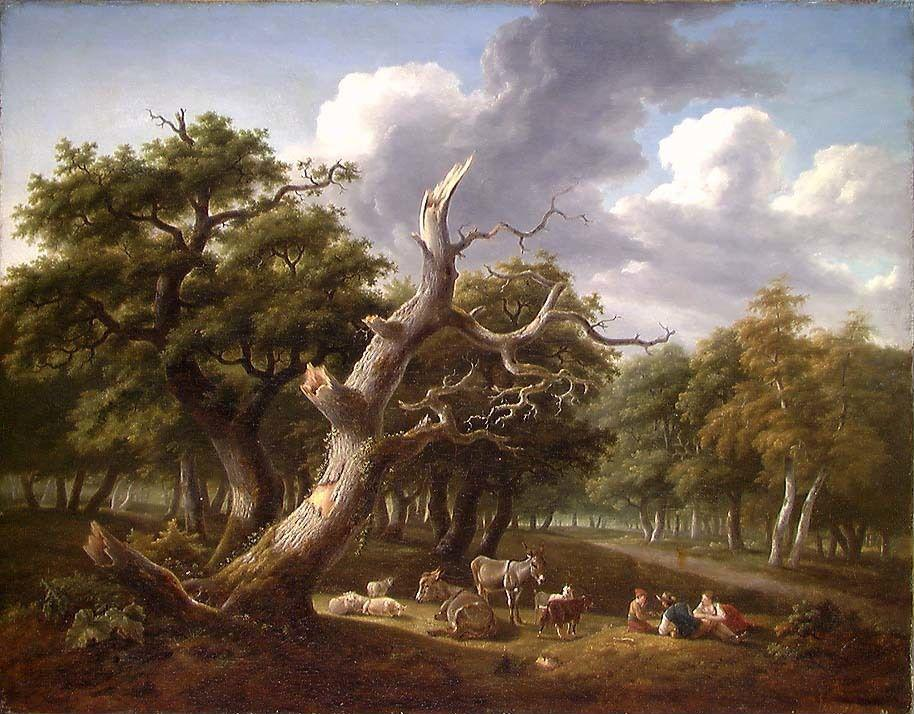
Paysage forestier avec des personnages, entre 1755 et 1804, Oslo, musée national de l'Art, de l'Architecture et du Design.

Bruandet joua un rôle actif au tournant du XIXe siècle dans le développement d’un art du paysage en rupture avec le cadre institutionnel. Sa formation acquise chez le maître allemand Rœser l’incline vers la tradition du paysage réaliste nordique. Il développe ensuite une pratique de la peinture en plein air dans les forêts environnant Paris, notamment en compagnie du paysagiste Georges Michel (1763-1843), et Jacques François Joseph Swebach-Desfontaines (1769-1823), qui préfigure l’avènement des artistes actifs à Barbizon à partir de 1822.
Son style allie la leçon des paysagistes du siècle d'or hollandais (J. van Ruisdael, van Ostade, Potter) perceptible dans un naturalisme à la fois minutieux et plein de verve à des notations pittoresques induites par les petites figures animant ses œuvres. Il faisait faire par ses amis Taunay et Swebach les petits personnages figurant dans ses tableaux.

Questionné au retour d'une chasse entreprise par une belle journée d'octobre 1787, en forêt de Fontainebleau sur le gibier rencontré, le roi Louis XVI eut cette réponse : 

« En fait je n'ai rencontré que des sangliers et Bruandet. »

Il était costaud, mais boiteux, avec un caractère difficile, jaloux, bagarreur, il fut un révolutionnaire des plus ardents. Il avait paraît-il le sabre facile surtout au sortir des cabarets, qu'il fréquentait assidûment.
Il vivait, dans cette forêt de Fontainebleau, caché dans les ruines de l'ancien prieuré Notre-Dame de Franchard, par la nécessité d'échapper à la police après sa condamnation à mort pour avoir défenestré sa concubine qu'il soupçonnait d'infidélité et qui en périt.
Par la suite, il épouse Catherine Linger. Ses témoins sont le sculpteur Thiérard et Bechet Taiguy, employé. Il demeure alors au 18, rue des Cordeliers à Paris. En l'an V (1796-1797) il habite à la barrière de Fontarabie, dite aussi de Charonne, aujourd'hui boulevard de Charonne, au niveau de la rue de Charonne. Il demeure ensuite au cloître Saint-Honoré, maison du Méridien, en l'an VIII (1799-1800),.
Une lettre de Pierre Hédouin à François-Joseph Grille (1782-1853), ancien administrateur des beaux-arts en 1814, mentionne que son oncle fit l'acquisition sur la fin de la vie de l'artiste de cinq de ses tableaux pour une somme de 500 francs, dont un était, dit-il, « fort joli ».

## Expositions

### Salon de Paris
- 1791 : il participe à l’Exposition de la jeunesse[7] lors du Salon du Louvre en y envoyant : Effet de Printemps, Paysage, Dans la Forêt de Fontainebleau, Paysage - Masure et un Grand paysage.
- An II (1793) : Forêt de Fontainebleau, Des Chartreux dans une forêt, Vue du Bois de Boulogne, autre Vue du Bois de Boulogne, Vue de Montigny, Paysage.
- An IV (1795) : Chasse au cerf en Forêt de Fontainebleau.
- An V (1796) : Vue des prés Saint-Gervais, Un bois.
- An VIII (1799-1800) : Paysage, une forêt (no 700) ;  Deux paysages (no 701) les figures sont de Swebach.
- An IX (1801-1801) : Paysage, entrée de forêt.

### Autres
- An XII : Intérieur de forêt, no 68, tableau appartenant à sa veuve, qui a chargé monsieur Swebach de le vendre.
- Paris, Exposition universelle de 1889 : Paysage, (no 107 appartient à M. Gigoux) ; Paysage (no 108 appartient à M. Marquiset)[8].

## Œuvres dans les collections publiques
- Abbeville, musée Boucher-de-Perthes : Paysage avec un fleuve (attribution).
- Cherbourg, musée des Beaux-Arts :
  - Chasse à courre au bois de Boulogne[9] ;
  - Paysage.
- Dijon :
  - musée Magnin :
    - Paysage boisé[10] ;
    - Paysage avec chasseurs[11].

  - musée des Beaux-Arts : Chasse dans la forêt[12].
- Dole, musée des Beaux-Arts : Voyageurs dans une forêt[13].
- Grenoble, musée de Grenoble : Intérieur de forêt avec des moines[14].
- La Fère, musée Jeanne-d'Aboville : 
  - Paysage avec berger et son troupeau, huile sur toile ;
  - Halte à la lisère d'une forêt, huile sur toile.
- Le Mans, musée de Tessé : Paysage, 1791, huile sur toile.
- Marseille, musée des Beaux-Arts : Paysage avec figure et animaux.
- Morez, musée de la Lunette : Paysage, les laveuses[15].
- Nantes, musée des Beaux-Arts :
  - Paysage animé, le lac d'Annecy[16] ;
  - Vue prise dans le Bois de Boulogne[17].
- Narbonne, musée d'Art et d'Histoire : Paysage[18].
- Orléans, musée des Beaux-Arts : Paysage.
- Paris, musée du Louvre : 
  - huit pièces gravées à l'eau forte, dont deux doubles ;
  - Paysage au moulin (attribution).
- Rouen, musée des Beaux-Arts :
  - Paysage avec des gens et des ruines[19] ;
  - Route desservant les villages de la vallée[20].
- Tours, musée des Beaux-Arts : Paysage, route en sous-bois[21].
- Troyes, musée des Beaux-Arts : Vue des restes de l'oratoire d'Abélard dans l'intérieur de l'abbaye du Paraclet, d'après Bruandet par Michel Picquenot.

#### Ouvrages documentaires
- Dictionnaire Bénézit.
- Dictionnaire de la peinture, Larousse.
- Pierre Miquel, L'École de la nature, t. 1, Maurs-la-Jolie, La Martinelle, 1975.
- Charles Asselineau, Lazare Bruandet, peintre de l'école française 1753-1803, Paris, Dumoulin libraire, 1855.
- Regnault-Delalande, Catalogue des tableaux, dessins, inventaires après décès de Lazare Bruandet, non localisé ni daté.
- André Billy, Les Beaux Jours de Barbizon, Éditions du Pavois, 1947, 227 p.

#### Bande dessinée
- Frantz Duchazeau, Le Peintre hors-la-loi, Casterman, 2021, 96 p. (ISBN 9782203202771, présentation en ligne)